# Liste des gares du Tarn

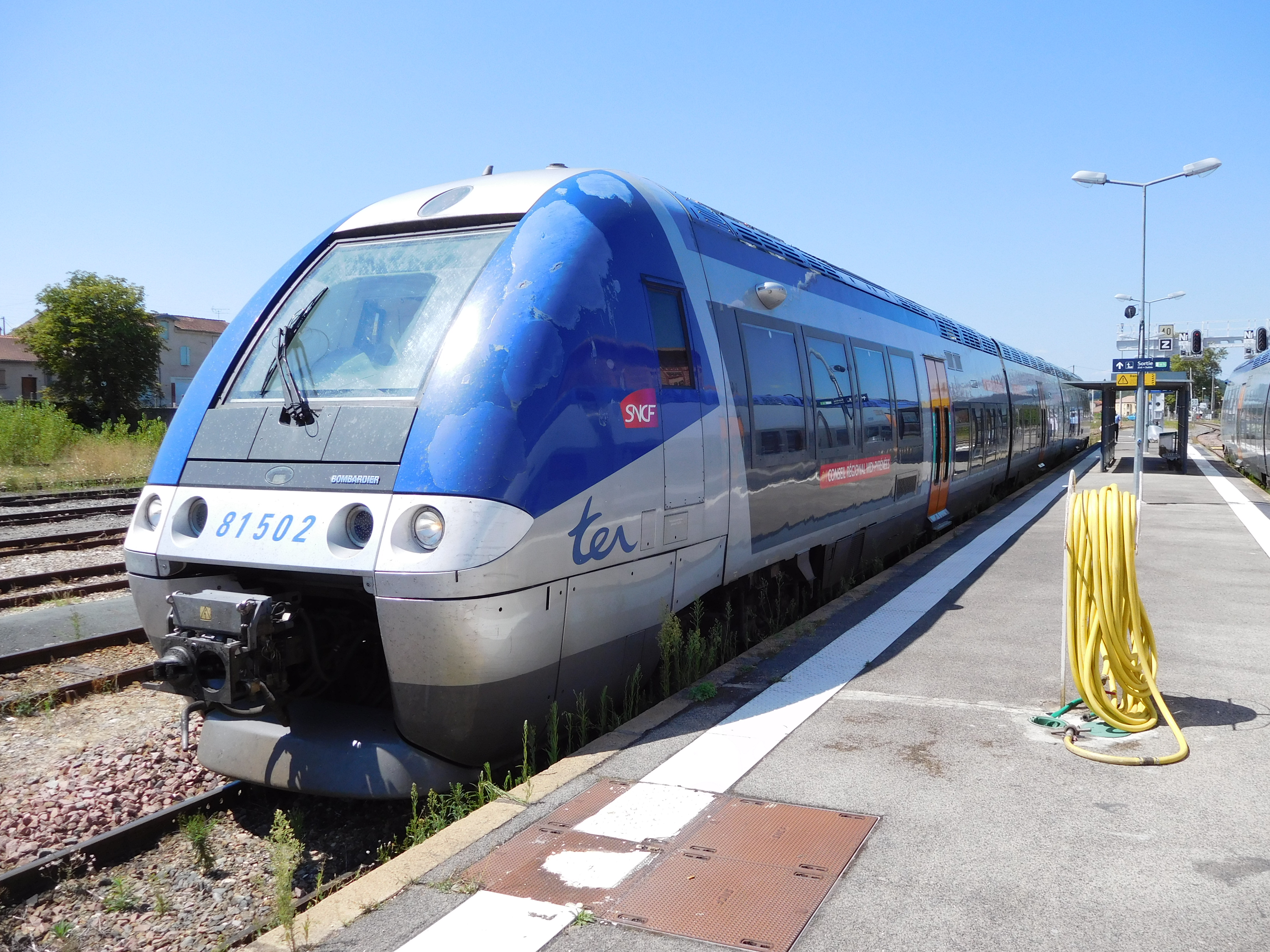
Un B81500 en gare de Carmaux

La liste des gares du Tarn, est une liste des gares ferroviaires, haltes ou arrêts, situées dans le département du Tarn, en région Occitanie.
Liste actuellement non exhaustive, les gares fermées sont en italique.

## Gares ferroviaires des lignes du réseau national

### Gares ouvertes au trafic voyageurs
- Gare d'Albi-Madeleine
- Gare d'Albi-Ville
- Gare de Carmaux
- Gare de Castres
- Gare de Cordes - Vindrac
- Gare de Damiatte - Saint-Paul
- Gare de Gaillac
- Gare de Labruguière
- Gare de Lavaur
- Gare des Cauquillous
- Gare de Lisle-sur-Tarn
- Gare de Marssac-sur-Tarn
- Gare de Mazamet
- Gare de Rabastens - Couffouleux
- Gare de Saint-Sulpice
- Gare de Tanus
- Gare de Tessonnières
- Gare de Vielmur-sur-Agout

### Gares fermées au trafic voyageurs: situées sur une ligne en service
- Gare de Terssac
- Gare de Labastide-de-Lévis

### Gares fermées au trafic voyageurs: situées sur une ligne fermée
- Gare de Blan
- Gare de Campes
- Gare de Monestiés
- Gare de Salles

## Les lignes ferroviaires

### En service
- Ligne de Brive-la-Gaillarde à Toulouse-Matabiau via Capdenac
- Ligne de Castres à Mazamet
- Ligne de Saint-Sulpice à Castres
- Ligne de Tessonnières à Albi

### Désaffectée
- Ligne de Mazamet à Bédarieux
- Ligne de Castelnaudary à Albi
- Ligne de Carmaux à Vindrac